# Municipio de San Lorenzo Axocomanitla
El Municipio de San Lorenzo Axocomanitla es uno de los 60 municipios que conforman el estado mexicano de Tlaxcala, Su cabecera es la localidad de San Lorenzo Axocomanitla. Es el segundo municipio más pequeño de México, sólo superado por Natividad en Oaxaca.